# Andrzej Serediuk
Andrzej Serediuk (Oława, Baixa Silèsia, 18 de maig de 1959 - 14 de setembre de 2016) va ser un ciclista polonès que passà la major part de la seva carrera en l'amateurisme. Va guanyar una medalla de bronze al Campionat del món en ruta amateur darrere l'alemany Uwe Raab i el suís Niki Rüttimann.

## Palmarès
- 1982
  - 1r al Gran Premi della Liberazione
- 1983
  -  Campió de Polònia a duo
  - 1r a la Settimana Ciclistica Bergamasca i vencedor d'una etapa
  - Vencedor de 2 etapes a la Volta a Polònia
- 1984
  -  Campió de Polònia de muntanya
- 1985
  - 1r al Trofeu Adolfo Leoni
  - 1r al Giro de les dues Províncies
- 1986
  - 1r a la Coppa Ciuffenna